# César Capilla
César Díaz Capilla, más conocido como César Capilla (Madrid, 15 de enero de 1974), es un actor de ficción y actor de doblaje español, conocido por sus múltiples apariciones en series de televisión españolas, como El secreto de Puente Viejo, Amar es para siempre y como actor episódico de otras producciones españolas como Cuéntame como pasó. Completa su faceta de actor con su gran trabajo como doblador, tanto en el sector actoral como la industria de videojuegos, participando en grandes producciones como The Last of Us, o la serie infantil de éxito Bob Esponja en el papel de Patricio Estrella.

## Biografía
Su carrera como actor se inicia desde una edad muy temprana, vinculado con el mundo actoral, César es hijo de la actriz Ángela Capilla y un empleado de Televisión Española. El primer trabajó que realizó fue con tan solo 4 años en el ámbito televisivo, representando la obra La Taberna de Émile Zola en Estudio 1.
Cuando llega a la edad adulta César estudia la carrera universitaria de Comunicación Audiovisual, pero tras varios años la deja para dedicarse al completo a su carrera profesional como actor. Se forma en doblaje, teatro, teatro musical y cine en la Escuela de Cinematografía y del Audiovisual de la Comunidad de Madrid (ECAM).
El éxito más reconocido de César Capilla se debe al divertido y popular Patricio, personaje de la serie de animación infantil Bob Esponja, a quién pone voz junto con otros grandes artistas reconocidos en el doblaje español como Álex Saudinós. César también trabaja como actor de ficción en varias producciones españolas de los últimos años como Amar es para siempre, Centro Médico o Cuéntame como pasó de Televisión Española entre otras. Además ha trabajado como director de doblaje y ADR's en la producción española El desconocido del director Daniel de la Torre y protagonizada por Luis Tosar.
César comenzó en 2001 en la industria del videojuego como actor de doblaje. Desde entonces hasta la actualidad, César ha trabajado en videojuegos como el universo World of Warcraft en 2007, 2008,2010, 2012 y 2014 con los lanzamientos de las nuevas entregas de la saga. También ha representado a Lyndon el canalla en Diablo III (2012), Battlefield 3, y participado de Uncharted: The Lost Legacy en 2017. Pero sin duda, uno de los retos más especiales para el actor fue Gollum en el videojuego La Tierra Media: Sombras de Mordor, debido a la complejidad del timbre vocal que se le había impuesto anteriormente en la trilogía El Señor de los Anillos en la que está inspirada el videojuego.
Ha trabajado como director de doblaje y ADR's al castellano en videojuegos tan reconocibles como Overwatch donde también interpretaba a Junkrat, uno de los personajes de la trama; The Order: 1886 con Álex de la Iglesia como director creativo del proceso de doblaje del título, Tomb Raider (videojuego de 2013), F1 2009 (videojuego), 2012, 2013 y 2014. También forma parte deWatch Dogs 2, Halo 5, la secuela Jurassic World de la famosa trilogía Jurassic Park,World of Warcraft o el exitoso videojuego de los últimos tiempos The Last of Us con más de 240 premios al Mejor Videojuego del Año. 
Además del sector del videojuego, César Capilla también se profesionaliza en doblaje de películas y series, dónde ha participado con papeles de distinta relevancia de muchas producciones entre las que destacan la película X-Men: primera generación de la famosa saga X-Men, The Dark Knight producida por el exitoso director Christopher Nolan del universo Batman, la serie original de la plataforma digital Netflix, BoJack Horseman; y otros muchas series mundialmente reconocidas como Anatomía de Grey, Los Soprano, Dexter, Breaking Bad, Padre de Familia, o la gran producción de HBO, Juego de Tronos. 
En 2017, se incorporó al reparto de El secreto de Puente Viejo dando vida al personaje Tiburcio, durante más de 100 episodios, hasta el último capítulo de la serie, emitido el 20 de mayo de 2020. 
Además, también en 2017 César formó parte del reparto de la serie documental Conquistadores: Adventum dónde interpreta al Capitán Enciso, producida por Movistar+  y que recientemente ha comprado Grupo SKY.

## Filmografía

### Cine
| Año  | Título              | Personaje                          |
| ---- | ------------------- | ---------------------------------- |
| 2002 | Reflejos            | Juanmna                            |
| 2002 | Welcome to Ibiza    | Crazy Spanish Policeman            |
| 2004 | Cachorro            | Detective                          |
| 2005 | La ciudad perdida   | Batista Assistant                  |
| 2006 | La fiesta del chivo | General                            |
| 2010 | Secuestrados        | Encargado                          |
| 2015 | El desconocido      | Voz - Policía / Director de sonido |
| 2015 | El desconocido      | Voz - Policía / Director de sonido |

### Series TV
| Año       | Programa/Serie              | Personaje                              | Canal                                    |
| --------- | --------------------------- | -------------------------------------- | ---------------------------------------- |
| 2017-2020 | El secreto de Puente Viejo  | Tiburcio Comino                        | Antena 3                                 |
| 2017      | Conquistadores Adventum     | Capitán Enciso                         | Movistar+                                |
| 2017      | La catedral del mar (serie) | Esteve                                 | Antena3                                  |
| 2017      | Centro Médico               | -                                      | Televisión española                      |
| 2015      | Amar es para siempre        | Barroso                                | Antena 3                                 |
| 2015      | Apaches                     | Hombre fábrica                         | Antena 3                                 |
| 2014      | Los misterios de Laura      | Camionero                              | Televisión española                      |
| 2013      | The Avatars                 | Bodyguard                              | Boomerang TV                             |
| 2011      | Hoy quiero confesar         | Inspector de policía                   | Antena 3                                 |
| 2011      | Ángel o demonio             | Actor                                  | Telecinco                                |
| 2007-2011 | Cuéntame como pasó          | Jefe bomberos / Matón                  | Televisión española                      |
| 2007-2011 | Hospital Central            | Policía / Vigilante / Amigo de Antonio | Telecinco                                |
| 2010      | Física o química            | Psicólogo                              | Antena 3                                 |
| 2010      | Vuelo IL8714                | Periodista gafas                       | Telecinco                                |
| 2010      | El Internado                | Matón                                  | Antena 3                                 |
| 2010      | Águila Roja                 | Campesino                              | Televisión española                      |
| 2005      | Un paso adelante            | Hombre mudanza                         | Antena 3                                 |
| 2004      | Los Serrano                 | Guardia Civil                          | Telecinco                                |
| 2002      | La verdad de Laura          | Policía                                | Europroducciones en colaboración con TVE |
| 2001      | Compañeros                  | Inspector de policía                   | Antena 3                                 |
| 2000-2001 | El comisario                | -                                      | Telecinco                                |
| 1997      | Al norte del corazón        | José Franscisco (joven)                | TV Azteca                                |

### Cortometrajes
| Año  | Título                                          | Personaje                   |
| ---- | ----------------------------------------------- | --------------------------- |
| 1998 | Tesoro                                          | Policía                     |
| 1999 | Me encantan las confunsiones en los aeropuertos | Él                          |
| 2002 | Soñando al fénix                                | Hombre de Ámbar #7          |
| 2002 | El hijo de John Lennon                          | Pablo adulto (voz)          |
| 2002 | Cien por cien técnica                           | -                           |
| 2004 | Emporio                                         | Padre                       |
| 2005 | Naúfragos                                       | Director de doblaje y ADR's |
| 2005 | La ciudad perdida                               | Batista Assistant           |

## Doblaje/Locución

### Videojuegos
| Año       | Título                                       | Personaje                      |
| --------- | -------------------------------------------- | ------------------------------ |
| 2005      | Bob esponja: ¡Luces, cámara, esponja!        | Varios personajes'             |
| 2006      | Need for Speed Carbono                       | Muscle 3                       |
| 2007      | World of Warcraft                            | Varios personajes              |
| 2008-2012 | World of Warcraft: Wrath of the Lich King    | Varios personajes              |
| 2009      | Wheelman                                     | Miguel Delgado                 |
| 2010      | League of Legends                            | Cecil B. Heimerdinger          |
| 2012      | World of warcraft: Cataclysm                 |                                |
| 2012      | Diablo III                                   | Varios personajes              |
| 2014      | Hearthstone: Heroes of warcraft              | Varios personajes              |
| 2014      | La Tierra Media: Sombras de Mordor           | Gollum                         |
| 2015      | Lego Jurassic World                          |                                |
| 2015      | Batman Arkham Knight                         | Garfield Lynns / Luciérnaga    |
| 2016      | Lego Marvel Vengadores                       | Jim Rhodes / Máquina de guerra |
| 2017      | Uncharted: El legado perdido                 | Insurgente de Asav             |
| 2022      | The Dark Pictures Anthology: The Devil in Me | Manny Sherman                  |

### Películas
| Año  | Título                               | Personaje                       |
| ---- | ------------------------------------ | ------------------------------- |
| 2005 | Bob Esponja. La película             | Patricio Estrella               |
| 2006 | Atrapados (Trapped)                  | -                               |
| 2007 | Soy Leyenda                          | Soldado 3                       |
| 2007 | Ritmo salvaje                        | Director                        |
| 2008 | El caballero oscuro                  | Swat 3                          |
| 2008 | La muerte de Superman                | Alienígena / Alcalde Metrópolis |
| 2011 | X-Men: Primera Generación            | Guarda jefe                     |
| 2011 | Monsters                             | Victor                          |
| 2011 | Carnival Island                      | Tall Carny                      |
| 2014 | Aviones 2                            | Maru                            |
| 2015 | El viaje de Arlo                     | Pervis                          |
| 2015 | Bob Esponja. Un héroe fuera del agua | Patricio Estrella               |
| 2016 | X-men: Apocalipsis                   | Voces adicionales               |

### Series
| Año       | Título                              | Personaje                |
| --------- | ----------------------------------- | ------------------------ |
| 2000      | Bob Esponja                         | Patricio Estrella        |
| 2000      | Sexo en Nueva York [2º temporada]   | Seth Robinson            |
| 2006-2008 | Anatomía de Grey [3ª temporada]     | Ellie                    |
| 2007      | La zona muerta [5ª temporada]       | Michael Scannell         |
| 2007      | Los Soprano [6º temporada]          | Walden Belfiore          |
| 2009      | True Blood                          | Kevin Ellis              |
| 2010      | Inazuma Eleven                      | Chester Horse Jr. / King |
| 2010-2012 | Dexter                              | Varios personajes        |
| 2012      | Breaking Bad                        | Detective Kalanchoe      |
| 2012      | Boardwalk Empire [4ª temporada]     | Agente Selby             |
| 2013      | Ink Master [3ªtemporada]            |                          |
| 2013      | True Blood [6ª temporada]           | Kevin Ellis              |
| 2014      | Padre de Familia [13º temporada]    | Bob Seger                |
| 2014      | Hijos de la anarquía [6ª temporada] | Agente Hayes             |
| 2014      | Juego de Tronos [4º temporada]      | Karl Tanner              |
| 2015      | BoJack Horseman                     | Varios personajes        |
| 2015      | Henry Danger                        | Sebastian Sinclair       |
| 2017      | The Gifted (Los Elegidos)           | Chuck                    |